# Betty Missiego
Betty Missiego (Lima, 1º gennaio 1938) è una cantante spagnola di origini peruviane.
Nel suo paese natale (Perù) Betty inizia la carriera come ballerina, carriera che deve abbandonare per un infortunio. Diventa così una presentatrice televisiva.
Nel 1969 si trasferisce in Spagna per intraprendere la carriera di cantante; diventerà cittadina spagnola nel 1972.
Nel 1972 rappresenta il Perù nel primo Festival OTI, che si tenne a Madrid con la canzone Recuerdos de un adiós.
Nel 1979 rappresenta la Spagna all'Eurovision Song Contest con Su canción, classificandosi al secondo posto con uno solo punto di scarto dalla canzone prima classificata.
Ha partecipato anche al World Popular Song Festival di Tokyo e all'Music Olympics a Parigi.
Tra i suoi successi ci sono La cita, Tengo la piel cansada de la tarde, Yo te quiero a ti, El vaivén, Palabras viejas e El aguador.

## Discografia parziale

### Singoli
- Yo te quiero a ti/Tres notas
- 1971 La cita/El vaivén del mar
- 1976 Piel de diciembre/No tendría
- 1978 Tu primera entrega/Yo quisiera
- 1979 Su canción/Contrastes
- 1979 Der mann im mond/Rosen im südwind
- 1993 Gaviota peregrina
- 1999 Acumuchadaye

### Album
- 1971 La cita
- 1976 Rosas y azahar
- 1977 Ella es sensibilidad
- 1978 Todo comienzo
- 1979 Su canción
- 1980 Tan sólo una mujer
- 1980 Mi tierra
- 1980 Y serás mujer
- 1989 Yo quiero a un hombre andaluz
- 1991 Inolvidable
- 1993 In black
- La infinita